# Spring Sequence
| Recensione | Giudizio |
| ---------- | -------- |
| AllMusic   | [ 1 ]    |

Spring Sequence è un album discografico a nome di Ralph Burns and His Ensemble, pubblicato dall'etichetta discografica Period Records nel 1955.

## Tracce
Lato A
1. Spring Sequence – 6:07 (Ralph Burns)
2. It Might As Well Be Spring – 4:49 (Oscar Hammerstein II, Richard Rodgers)

Lato B
1. Spring Is Here – 3:32 (Lorenz Hart, Richard Rodgers)
2. Sprang – 3:51 (Ralph Burns)
3. Echo of Spring – 3:43 (Willie Smith, Clarence Williams, Tausha Hammed)

## Musicisti
- Ralph Burns - pianoforte, arrangiamenti
- Jimmy Raney - chitarra
- Clyde Lombardi - contrabbasso
- Osie Johnson - batteria[3]